# Đại hội Đảng Cộng sản Liên Xô
Đại hội Đảng Cộng sản Liên Xô (tiếng Nga: Съезд КПСС) tên đầy đủ Đại hội Đại biểu Toàn quốc Đảng Cộng sản Liên Xô là cơ quan quyền lực tối cao lãnh đạo Đảng. Theo Điều lệ Đảng là cơ quan quyết định tối cao của toàn Đảng Cộng sản.

## Tổng quan
Có 28 kỳ Đại hội Đảng Cộng sản Liên Xô được diễn ra, Đại hội lần đầu tiên với tiền thân là Đảng Lao động Dân chủ Xã hội Nga được tổ chức tại Minsk năm 1898.
5 kỳ Đại hội được tổ chức ngoài nước Nga, Đại hội lần thứ 2 -Bruxelles và Luân Đôn, lần thứ 3 -Luân Đôn, lần thứ 4 -Stockholm, lần thứ 5 -Luân Đôn. Từ Đại hội 6 trở về sau được tổ chức trên lãnh thổ nước Nga. Thứ 6 và thứ 7 tổ chức tại Petrograd. Từ Đại hội 8 về sau tổ chức tại Moskva, tại Điện Kremlin.
Sau Cách mạng tháng 10 Nga, trong giai đoạn 1917-1925 Đại hội được tổ chức thường xuyên với định kỳ 1 năm, với các tên gọi khác nhau Đảng Lao động Dân chủ Xã hội Nga, Đảng Cộng sản Nga, Đảng Cộng sản toàn Liên bang, về sau do biến động chiến tranh Đại hội diễn ra không thường xuyên. Đại hội XVIII tới Đại hội XIX cách nhau 13 năm (1939-1952).
Giai đoạn từ 1961-1986 tổ chức định kỳ 5 năm.
Giai đoạn Stalin nên nằm quyền Đại hội Đảng không được tổ chức thường xuyên, theo cựu thư ký của Stalin Bazhanov cho rằng "Stalin sợ triệu tập Đại hội", về lý thuyết có thể loại bỏ chức vụ của ông, như trước đó Stalin loại bỏ các đối thủ trong vị trí quyền lực của mình, kể từ Đại hội lần thứ XVII theo đề xuất của mình xóa bỏ chức vụ Tổng Bí thư, và ông được bổ nhiệm vào Ban Bí thư cùng Zhdanov và Kirov.
Đại hội XXVIII là Đại hội cuối cùng của Đảng cầm quyền, về sau Liên minh các Đảng Cộng sản - Đảng Cộng sản Liên Xô vẫn tổ chức Đại hội Đảng, tuy không được công nhận. Đại hội XXIX được tổ chức năm 1993.

## Triệu tập Đại hội

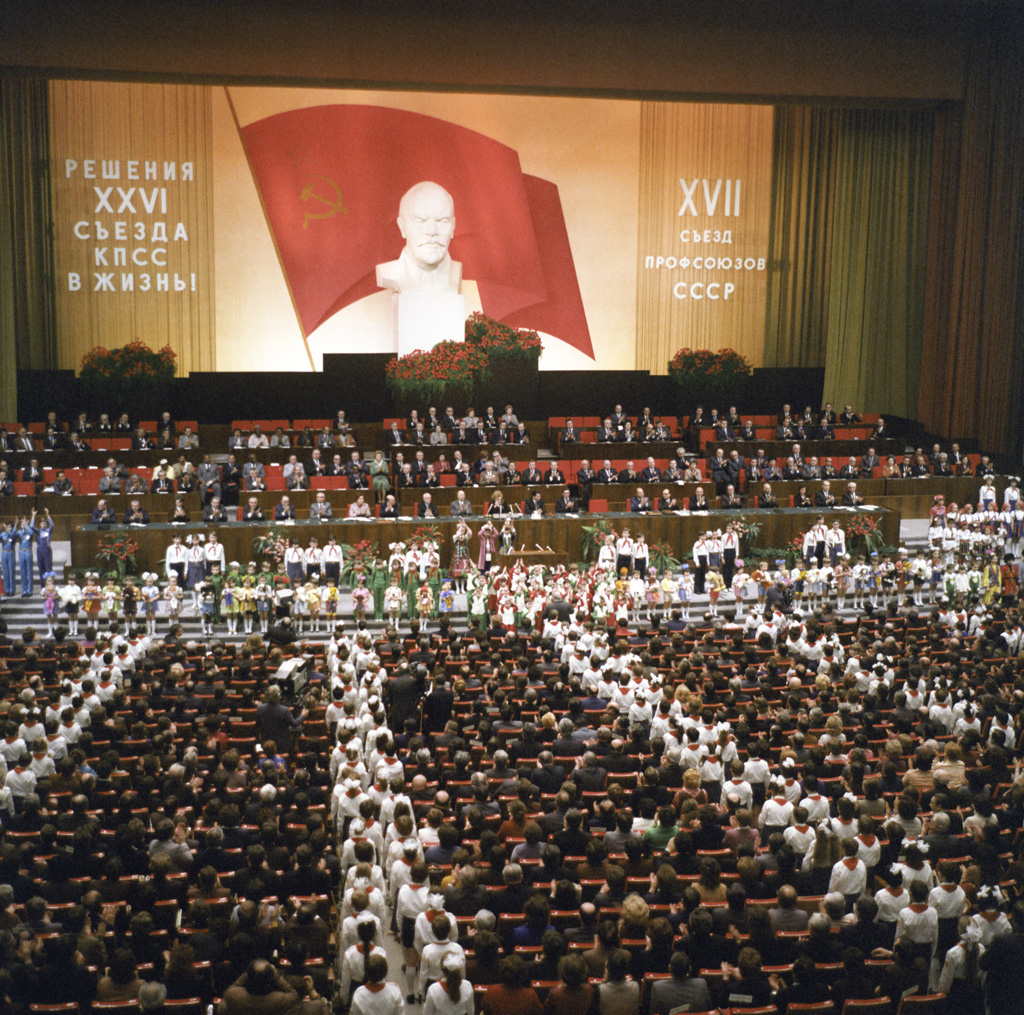
Đại hội lần thứ XVII tổ chức dưới sự quản lý của Hội đồng Trung ương Công đoàn Liên Xô, ngày 19 tháng 3 năm 1982

Là cơ quan chi phối tối cao các tổ chức Đảng, có 3 cấp:
- Hội nghị chung (cho các tổ chức Đảng chính)
- Hội nghị (cho các tổ chức Đảng thuộc huyện, thành phố, khu vực, tỉnh và lãnh thổ)
- Đại hội (cho các Đảng Cộng sản tại các nước Cộng hòa và Đảng Cộng sản Liên Xô)

Đại hội Đảng bầu Bộ Chính trị hoặc Trung ương Đảng, cơ quan chấp hành và chỉ đạo tất cả các công việc hiện tại của tổ chức Đảng.
Đại hội được triệu tập bởi Ban Chấp hành Trung ương thường lệ tối thiểu 5 năm 1 lần. Việc triệu tập một Đại hội và chương trình nghị sự sẽ được công bố không quá 6 tuần trước khi khai mạc.
Đại hội bất thường (khẩn cấp) sẽ được triệu tập Trung ương Đảng chủ động hoặc theo yêu cầu hơn 1/3 số thành viên đại diện cho Đại hội Đảng đầu nhiệm kỳ. Đại hội bất thường (khẩn cấp) được triệu tập trong vòng 2 tháng và có thẩm quyền bổ sung không quá 1/2 số thành viên đại diện cho toàn Đảng.
Tỷ lệ đại diện cho Đảng được Trung ương Đảng quyết định.
Trong trường hợp Trung ương Đảng không thể triệu tập Đại hội trong trường hợp bất thường (khẩn cấp), Ủy ban Tổ chức Trung ương được quyền triệu tập Đại hội bất thường. 

## Quyền hạn
Đại hội Đảng có quyền:
- Nghe và thông qua các báo cáo của Trung ương Đảng, Ủy ban Kiểm toán Trung ương và các tổ chức trung ương khác.
- Sửa đổi và thông qua Cương lĩnh và Điều lệ Đảng.
- Quyết định quy tắc của Đảng trong các vấn đề trong đối nội, đối ngoại, xem xét và quyết định các vấn đề quan trọng nhất của Đảng và sống còn của Nhà nước, và xây dựng chủ nghĩa cộng sản.
- Bầu Trung ương Đảng và Ủy ban Kiểm toán Trung ương.

Số lượng Ủy viên Trung ương Đảng, Ủy ban Kiểm toán Trung ương do Đại hội quyết định. Ghế trống phát sinh của Trung ương Đảng được thêm bằng Ủy viên dự khuyết Trung ương Đảng.

## Các kỳ Đại hội
| #      | Đại hội    | Đại hội    | Đại hội   | Địa điểm                       | Lãnh đạo Đảng     |
| #      | Khai mạc   | Bế mạc     | Thời gian | Địa điểm                       | Lãnh đạo Đảng     |
| ------ | ---------- | ---------- | --------- | ------------------------------ | ----------------- |
| I      | 1/3/1898   | 3/3/1898   | 2 ngày    | Minsk, Đế quốc Nga             | —                 |
| II     | 17/7/1903  | 10/8/1903  | 24 ngày   | Bruxelles, Bỉ và Luân Đôn, Anh | Vladimir Lenin    |
| III    | 12/4/1905  | 27/4/1905  | 15 ngày   | Luân Đôn, Anh                  | Vladimir Lenin    |
| IV     | 10/4/1906  | 25/4/1906  | 15 ngày   | Stockholm, Thụy Điển           | Vladimir Lenin    |
| V      | 30/4/1907  | 19/5/1907  | 19 ngày   | Luân Đôn, Anh                  | Vladimir Lenin    |
| VI     | 26/7/1917  | 3/8/1917   | 8 ngày    | Petrograd, Đế quốc Nga         | Vladimir Lenin    |
| VII    | 6/3/1918   | 8/3/1918   | 2 ngày    | Moskva, CHXHCN Xô viết Nga     | Vladimir Lenin    |
| VIII   | 18/3/1919  | 23/3/1919  | 5 ngày    | Moskva, CHXHCN Xô viết Nga     | Vladimir Lenin    |
| IX     | 29/3/1920  | 5/4/1920   | 7 ngày    | Moskva, CHXHCN Xô viết Nga     | Vladimir Lenin    |
| X      | 8/3/1921   | 16/3/1921  | 8 ngày    | Moskva, CHXHCN Xô viết Nga     | Vladimir Lenin    |
| XI     | 27/3/1922  | 2/4/1922   | 6 ngày    | Moskva, CHXHCN Xô viết Nga     | Vladimir Lenin    |
| XII    | 17/4/1923  | 25/4/1923  | 8 ngày    | Moskva, Liên Xô                | Vladimir Lenin    |
| XIII   | 23/5/1924  | 31/5/1924  | 8 ngày    | Moskva, Liên Xô                | Joseph Stalin     |
| XIV    | 18/12/1925 | 31/12/1925 | 13 ngày   | Moskva, Liên Xô                | Joseph Stalin     |
| XV     | 2/12/1927  | 19/12/1927 | 17 ngày   | Moskva, Liên Xô                | Joseph Stalin     |
| XVI    | 26/6/1930  | 13/7/1930  | 17 ngày   | Moskva, Liên Xô                | Joseph Stalin     |
| XVII   | 26/1/1934  | 10/2/1934  | 15 days   | Moskva, Liên Xô                | Joseph Stalin     |
| XVIII  | 10/3/1939  | 21/3/1939  | 11 ngày   | Moskva, Liên Xô                | Joseph Stalin     |
| XIX    | 5/10/1952  | 14/10/1952 | 9 ngày    | Moskva, Liên Xô                | Joseph Stalin     |
| XX     | 14/2/1956  | 25/2/1956  | 11 ngày   | Moskva, Liên Xô                | Nikita Khrushchev |
| XXI    | 27/1/1959  | 5/2/1959   | 9 ngày    | Moskva, Liên Xô                | Nikita Khrushchev |
| XXII   | 17/10/1961 | 31/10/1961 | 14 ngày   | Moskva, Liên Xô                | Nikita Khrushchev |
| XXIII  | 29/3/1966  | 8/4/1966   | 10 ngày   | Moskva, Liên Xô                | Leonid Brezhnev   |
| XXIV   | 30/3/1971  | 9/4/1971   | 10 ngày   | Moskva, Liên Xô                | Leonid Brezhnev   |
| XXV    | 24/2/1976  | 5/3/1976   | 9 ngày    | Moskva, Liên Xô                | Leonid Brezhnev   |
| XXVI   | 23/2/1981  | 3/3/1981   | 8 ngày    | Moskva, Liên Xô                | Leonid Brezhnev   |
| XXVII  | 25/2/1986  | 6/3/1986   | 9 ngày    | Moskva, Liên Xô                | Mikhail Gorbachev |
| XXVIII | 2/7/ 1990  | 13/7/1990  | 11 ngày   | Moskva, Liên Xô                | Mikhail Gorbachev |